# 大夏 (中亚古国)
大夏，又稱巴克特里亞（英語：Bactria），是一個中亚古国，位于古希腊人所说的巴克特里亚地区（縛喝羅）。主要疆域在阿姆河以南，興都庫什山脈（古希腊称Paropamisus）以北，西边与安息接壤。
目前学术界就大夏位于巴克特里亚地区这一点达成了共识，但是大夏是否就是希腊-巴克特里亚王国，尚未达成共识。

## 《史记》中记载
张骞到达大夏时，发现大夏已向大月氏人称臣，并且“其兵弱，畏战。善贾市”，首都稱「藍市城」，大夏的人民大约有一百多万，大夏东南边有身毒国（即印度）。张骞在大夏还看到过邛竹杖和蜀布，大夏的人称是从身毒国买回来的。

## 現代考證
中華人民共和國學者余太山認為，黃帝後代部落，如陶唐氏、有虞氏與少昊等，與吐火羅人相同，皆起源自古代印歐人。少昊後裔往西遷徙，成為允姓之戎。允姓之戎為塞種先祖，大夏、大月氏與貴霜王朝等皆為塞種建立。

## 与希腊-巴克特里亚王国的关系
希腊-巴克特里亚王国是否是汉朝时张骞出使西域时所遇见的大夏，目前学术界尚有一些爭議。
古希腊地理学家斯特拉波在《地理学》中记载“从希腊人那里夺取了巴克特里亚的是最著名的游牧部落。我说的这些游牧部落是阿希人 、帕色阿尼人（Pasiani）、吐火罗人和塞加罗里人（Sacarauli） ，他们都来自遥远的锡尔河彼岸，与塞族及索格底亚那毗连的地区，这里曾经被塞族占据过。”古罗马历史学家特罗古斯和地理学家托勒密也有类似的记载，而中国汉朝时代的司马迁在《史记》中记载“月氏乃远去，过大宛，西击大夏而臣之”，学术界对于斯特拉波所记载的四支部族入侵希腊-巴克特里亚王国的事件与司马迁所记载的大月氏人入侵大夏的事件是否为同一件事存在着争议，这就导致对希腊-巴克特里亚王国是否就是《史记》中的“大夏”的看法不同。
目前学术界主要有两种观点：
- 第一种观点：希腊-巴克特里亚王国不是大夏。属于斯基台人的阿希人（英语：Asii） 、帕色阿尼人、吐火罗人和塞加罗里人向南迁移并推翻了希腊-巴克特里亚王国，后来大月氏人又入侵了塞族人在巴克特里亞所建立的国家并使之臣服，张骞所见到的大夏是遊牧民族塞族人所建立的国家，不是希腊-巴克特里亚王国。早期西方學者的费迪南·冯·李希特霍芬[1]、早期中國學者的王国维等[3]、現代中國學者余太山等支持此观点。
- 第二种观点：希腊-巴克特里亚王国就是大夏。该说法认为斯特拉波所记载的阿希人（英语：Asii） 、帕色阿尼人、吐火罗人和塞加罗里人入侵希腊-巴克特里亚王国的事件与司马迁所记载的大月氏人入侵大夏的事件是同一件事，《史记》中的大夏就是希腊-巴克特里亚王国，大月氏人就是四個部族其中之一。該說法認為，根據漢書「大月氏西破走塞王,塞王南越縣度」、「大月氏西君大夏，而塞王南君罽宾」的記載[4]，塞族並沒有往西進入巴克特里亚，而是往南從蔥嶺縣度山翻過，直接進入印度的罽賓。相比大月氏之後往西後侵入巴克特里亞王國東部，大如前在145年左右摧毀王國東部大城（Ai-Khanoum）[5]。並繼續隨後入侵巴克特里亞西部核心，並迫使殘餘的王國臣民稱臣，王國終亡於大月氏之手[6][7]。前129年以後的张骞抵达巴克特里亚时，見證殘餘的臣民向大月氏臣服的情形。近代學者如保罗·伯希和[8]、塔恩[9]、纳拉因[10]、現代中國學者楊巨平等支持此論，現為學界主流觀點[11][12][13][14]。

## 延伸阅读
[在维基数据编辑]
 《欽定古今圖書集成·方輿彙編·邊裔典·大夏部》，出自陈梦雷《古今圖書集成》
 《史記/卷123》，出自司馬遷《史記》